# Колумбус (Небраска)

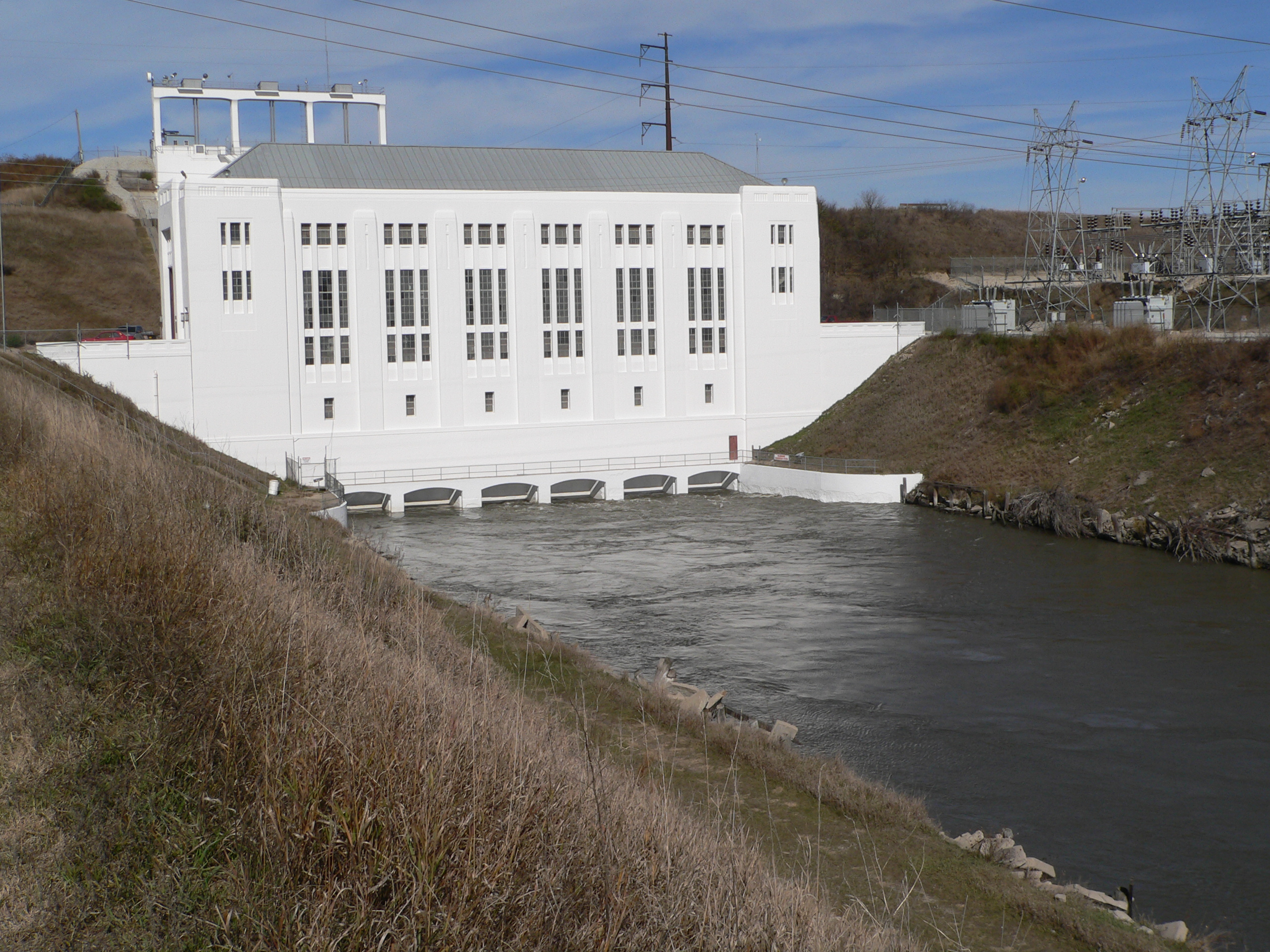
ГЭС рядом с городом

Колу́мбус (англ. Columbus) — город, расположенный в округе Платт (штат Небраска, США) с населением в 22 111 человек по статистическим данным переписи 2010 года. Колумбус является окружным центром округа Платт.

## География
По данным Бюро переписи населения США город Колумбус имеет общую площадь в 23,83 квадратных километров, из которых 23,31 кв. километров занимает земля и 0,52 кв. километров — вода. Площадь водных ресурсов города составляет 2,18 % от всей его площади.
Город Колумбус расположен на высоте 441 метр над уровнем моря.

## Демография
| Год переписи                    | Нас.  |  | %±     |
| ------------------------------- | ----- |  | ------ |
| 1870                            | 526   |  | —      |
| 1880                            | 2131  |  | 305,1% |
| 1890                            | 3134  |  | 47,1%  |
| 1900                            | 3522  |  | 12,4%  |
| 1910                            | 5014  |  | 42,4%  |
| 1920                            | 5410  |  | 7,9%   |
| 1930                            | 6898  |  | 27,5%  |
| 1940                            | 7632  |  | 10,6%  |
| 1950                            | 8884  |  | 16,4%  |
| 1960                            | 12476 |  | 40,4%  |
| 1970                            | 15471 |  | 24%    |
| 1980                            | 17328 |  | 12%    |
| 1990                            | 19480 |  | 12,4%  |
| 2000                            | 20971 |  | 7,7%   |
| 2010                            | 22111 |  | 5,4%   |
| 1870–2010 U.S. Decennial Census |       |  |        |

По данным переписи населения 2000 года в Колумбусе проживало 20 971 человек, 5562 семьи, насчитывалось 8302 домашних хозяйств и 8818 жилых домов. Средняя плотность населения составляла около 902,4 человек на один квадратный километр. Расовый состав города по данным переписи распределился следующим образом: 87,19 % белых, 1,45 % — чёрных или афроамериканцев, 0,35 % — коренных американцев, 0,48 % — азиатов, 0,04 % — выходцев с тихоокеанских островов, 1,00 % — представителей смешанных рас, 3,49 % — других народностей. Испаноговорящие составили 12,65 % от всех жителей города.
Из 8302 домашних хозяйств в 34,7 % — воспитывали детей в возрасте до 18 лет, 54,7 % представляли собой совместно проживающие супружеские пары, в 8,9 % семей женщины проживали без мужей, 33,0 % не имели семей. 28,5 % от общего числа семей на момент переписи жили самостоятельно, при этом 12,3 % составили одинокие пожилые люди в возрасте 65 лет и старше. Средний размер домашнего хозяйства составил 2,50 человек, а средний размер семьи — 3,09 человек.
Население города по возрастному диапазону по данным переписи 2000 года распределилось следующим образом: 28,2 % — жители младше 18 лет, 8,4 % — между 18 и 24 годами, 28,0 % — от 25 до 44 лет, 20,8 % — от 45 до 64 лет и 14,6 % — в возрасте 65 лет и старше. Средний возраст жителей составил 36 лет. На каждые 100 женщин в Колумбусе приходилось 94,1 мужчин, при этом на каждые сто женщин 18 лет и старше приходилось 90,3 мужчин также старше 18 лет.
Средний доход на одно домашнее хозяйство в городе составил 38 874 доллара США, а средний доход на одну семью — 48 669 долларов. При этом мужчины имели средний доход в 30 980 долларов США в год против 22 063 доллара среднегодового дохода у женщин. Доход на душу населения в городе составил 18 345 долларов в год. 4,5 % от всего числа семей в округе и 6,9 % от всей численности населения находилось на момент переписи населения за чертой бедности, при этом 7,7 % из них были моложе 18 лет и 6,5 % — в возрасте 65 лет и старше.